# Львиная грива
Львиная грива (англ. The Adventure of the Lion's Mane) — детективный рассказ известного английского писателя Артура Конан Дойла. Он был написан и впервые опубликован в 1926 году. Входит в сборник рассказов Архив Шерлока Холмса. Отличительной чертой рассказа стало то, что история ведётся от имени Шерлока Холмса, а доктор Ватсон не появляется.

## Сюжет
Повествование ведётся от имени самого Шерлока Холмса. Он рассказывает, что удалился от всех дел и уехал отдыхать на свою виллу, которая находится в Суссексе, на южном склоне возвышенности Даунз. Там он живёт вместе со своей старой экономкой и общается с жителями деревни Фулворт.
Однажды Холмс, спустившись на пляж, где любил гулять и дышать свежим воздухом, встречает своего знакомого Гарольда Стэкхерста — директора школы этой деревни, пользующегося большим уважением среди местных жителей. Стэкхерст, беседуя с Холмсом, сообщает ему, что ждёт Фицроя Макферсона, преподавателя естественных наук в школе. Холмс не раз встречал и его на пляже, когда купался. Через несколько минут вдалеке появляется Макферсон и, пошатываясь как пьяный, падает на землю. Холмс и Стэкхерст бегут на помощь, но Макферсон быстро умирает, а перед смертью произносит фразу «львиная грива». На его теле были обнаружены багровые следы, которые, судя по внешнему виду, могли быть оставлены плетью или кнутом. Похоже, Макферсона так измучили, что он не вынес болевого шока и скончался.
В эту минуту появляется преподаватель математики Ян Мэрдок, который, по описанию Холмса, был замкнутым, необщительным и странным человеком. Мэрдок и Макферсон не любили друг друга, особенно после случая, когда Мэрдок вышвырнул собаку Макферсона из окна. Было много причин, по которым можно было подозревать Мэрдока. Холмс посылает его за полицией, а сам начинает осматривать всё побережье, где никого больше не было. Он находит сухое полотенце Макферсона, но тело погибшего было мокрым — он, видимо, не успел обтереться после купания.
После этого при осмотре вещей Макферсона у него нашли любовные записки. Холмсу выяснил, что Макферсон был влюблен в некую девушку по имени Мод Беллами, дочь одного из богатых жителей Фулворта. Когда Холмс и Стэкхерст подходят к дому Беллами, они встречают на улице Яна Мэрдока. У директора происходит крупная ссора с Мэрдоком и он увольняет его, но тот только радуется этому. Во время разговора Мэрдок признаётся, что любил Мод Беллами, как и Макферсон, но она не ответила ему взаимностью, и он уступил дорогу сопернику.
В доме Беллами Холмсу удаётся разузнать, что родственники Мод были против того, чтобы она встречалась с человеком более низкого сословия. В конце концов она признаётся, что они с Макферсоном были помолвлены, но держали это в тайне, в частности, опасаясь навлечь на себя гнев богатого дяди Фицроя.

Через несколько дней после убийства Холмс узнаёт у своей экономки, что подохла собака Макферсона, которая тосковала по своему хозяину и ничего не ела. Собаку нашли мёртвой на том же месте, где умер её хозяин. Холмс осмотрел труп животного и пришел к заключению, что пес погиб в мучениях.

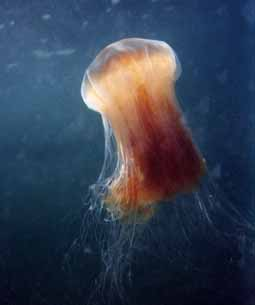
Цианея

Далее Холмс рассказывает, как всю ночь рылся в книгах на чердаке своего дома. Наутро к нему пришёл один из инспекторов деревни с заявлением о том, что собирается арестовать Яна Мэрдока. Тут в дом врывается Стэкхерст; он несёт на себе умирающего Мэрдока, у которого обнаруживаются такие же следы на теле, что и у Макферсона. Холмс дал больному виски и начал переспрашивать Стэкхерста. Тот рассказал, что гулял по скалам, как вдруг услышал крик и увидел на пляже Мэрдока, который, издавая отчаянные вопли, при попытках идти шатался и падал. Стэкхерст тут же доставил пострадавшего в дом сыщика. Холмс объявляет, что ему всё понятно и он знает, кто убийца Макферсона и его пса.
Холмс, Стэкхерст и инспектор по просьбе сыщика спускаются к лагуне. Там они видят огромное морское животное, похожее на львиную гриву. Холмс говорит, что это — цианея, которую прибило к берегу во время шторма. Затем они сбрасывают большую каменную глыбу на медузу и уничтожают её. Холмс объясняет, что причиной беды была «львиная грива», как назвал эту медузу перед смертью Макферсон. Именно она погубила его и его собаку, а также ужалила Мэрдока, который оказался на грани гибели.
Тем временем Мэрдоку полегчало, и он встаёт на ноги уже вполне здоровым, а Холмс дарит книгу с информацией про цианею своему другу директору.

## Несоответствия рассказа
Вопреки утверждению Холмса в рассказе, цианея в действительности не очень опасна для жизни человека. Её яд не способен привести к смерти, хотя сыпь может быть болезненной для чувствительных людей, а токсины могут вызвать аллергическую реакцию. Из-за этого человеку всё же не стоит оставаться в воде, так как реакция с небольшой вероятностью всё же может спровоцировать отёк тканей горла и удушение.
На самом деле животное, подобное описанному в рассказе, существует, но обитает очень далеко от Великобритании — у берегов Северной Австралии и в Индонезии; во времена Конан Дойла оно было еще неизвестно. Это Chironex fleckeri, или морская оса, — вид морских стрекающих из класса кубомедуз.